# 希伊 (索姆省)
希伊（法語：Chilly）是法国上法兰西大区索姆省的一个市镇，位于该省南部，属于蒙迪迪耶区。该市镇2009年时的人口为183人。

## 人口
希伊人口变化图示
| 数据来源：INSEE |